# Voltcraft
 (août 2015).
Voltcraft est une marque internationale créée en Allemagne en 1982 par Max Conrad. Spécialisée dans l’équipement pour les ingénieurs, chimistes, techniciens, ou amateurs d’électronique, Voltcraft commercialise des appareils de mesure : testeur, détecteur, multimètre, oscilloscope, thermomètre, hygromètre, sonomètre, ph-mètre, tachymètre... 
Voltcraft est une marque déposée de la société Conrad Electronic AG et est exclusivement commercialisée sur les sites marchands de la société Rapid Electronics, et des magasins Conrad (entreprise).

## Historique

### Années 1980
La marque Voltcraft a commercialisé son premier produit en 1982 : le multimètre 6010. Il s’agissait d’un multimètre numérique professionnel, qui a intégré le marché des multimètres, qui étaient alors analogiques.  En 1983 fut commercialisé le multimètre 3000, modèle équipé d'un circuit imprimé ainsi que d'un sélecteur rotatif intégré, et en 1984 le premier multimètre capable d’accomplir des mesures de capacité est conçu. En 1985, Voltcraft lançait son premier oscilloscope, doté une largeur de bande de 20 MHz, et deux ans plus tard, en 1987, un oscilloscope numérique permettant une utilisation en mode analogique ou numérique était mis en vente.  En 1989, Voltcraft a lancé son premier appareil équipé de l’affichage bargraphe, le multimètre DMM3650, plus simple à utiliser grâce aux valeurs graduées.

### Années 1990
En 1992, Voltcraft a commercialisé son premier appareil reliable à un ordinateur : le multimètre VC96. En 1995 sortait le premier chargeur d’accus Voltcraft et le premier Wattmètre, l'EKM 265 permettant de réaliser des mesures sur tous les appareils électriques, fut commercialisé. 
Le multimètre VC200, muni d’un condensateur (électricité) GoldCap et d’une cellule solaire, fut mis en vente, ainsi que le premier multimètre graphique VC707 et le multimètre VC222 « Eco Pentype ». Ce dernier est recyclable grâce à un circuit imprimé en céramique. En 1996 a été commercialisé le premier chargeur d’accus spécialement élaboré pour le modélisme : le Charge Terminal Plus. En 1998, est arrivée la seconde génération d’alimentations linéaires programmables avec le DIGI 35 CPU. En 1999, Voltcraft a présenté le Power Supply PS4005 : la première alimentation de la marque à découpage programmable. 

### Années 2000
Le premier thermomètre infrarouge Voltcraft, nommé IR360, a vu le jour en 2003, la même année que la sortie de la famille d’oscilloscopes numériques DSO-6000 qui sont dotés d’un écran à cristaux liquides. C’est en 2005 qu’a été commercialisé le premier multimètre Voltcraft avec enregistreur de données : le VC960. Muni de 10 emplacements de charge, le chargeur ChargeManager 2020 a été lancé lui aussi en 2005.
En 2006 est sortie la station de chargement CT8000, qui a la possibilité de recharger la plupart des types d’accumulateurs électriques, et la série d’alimentations professionnelles VSP fut mise en vente. Dès 2007, la série d’alimentations PS a laissé place à la série VLP, et la marque Voltcraft a commercialisé le sonomètre SL130 avec enregistreur de données USB intégré.
En 2009, Voltcraft a présenté une nouvelle gamme de produits avec l’endoscope BS-20, doté d’un écran couleur de 6 cm et d’une caméra couleur avec éclairage LED.

### Années 2010
En 2010, la marque Allemande a mis en vente son premier chargeur adapté aux accumulateurs lithium-ion (Li-Ion) 9 volts. En 2011 fut lancée une nouvelle génération de station de charge CM420, qui permet de recharger les piles AA (LR06) et AAA (LR03) et de recharger par le biais d’un port USB intégré.

### Voltcraft aujourd’hui
Voltcraft a fêté ses 30 ans d’existence en 2012 et a étendu sa garantie constructeur à 3 ans pour l'occasion. Elle était auparavant de 2 ans. Chaque nouveau produit est imaginé, développé et conçu dans le laboratoire R&D de la marque situé en Allemagne. En septembre 2014, Voltcraft a commercialisé ses premiers appareils connectés, communiquant via Bluetooth 4.0, avec la gamme SEM (Smart Energy Meter).
Les produits Voltcraft sont souvent utilisés pour tester la performance de produits d'autres marques, comme le voltmètre M-3850, le multimètre Voltcraft VC150 ou lors de tests comparatifs.

## Gamme de produits commercialisés par Voltcraft
La marque commercialise des appareils de mesure et de mesure de l'environnement (gaz, bruit, irradiation, température et fluides) :
- Multimètre (analogique, numérique, graphique)
- Oscilloscope (analogique multicanal, numérique, USB)
- Testeur (de câbles, d’isolement, de prise, de tension)
- Thermomètre sonde ou infrarouge
- Hygromètre
- Baromètre
- Pince ampèremétrique
- Compteur de consommation
- Sonomètre
- Luxmètre
- Solarimètre
- pH-mètre
- Conductivimètre
- Anémomètre
- CO2-mètre
- Tachymètre
- Galvanomètre
- Endoscope
- Enregistreur de données USB

Voltcraft commercialise aussi quelques appareils d’alimentation :
- Alimentation de laboratoire
- Bloc d’alimentation
- Chargeur d’accus (universels, AA/AAA, 9V)